# Жильцы (чин)

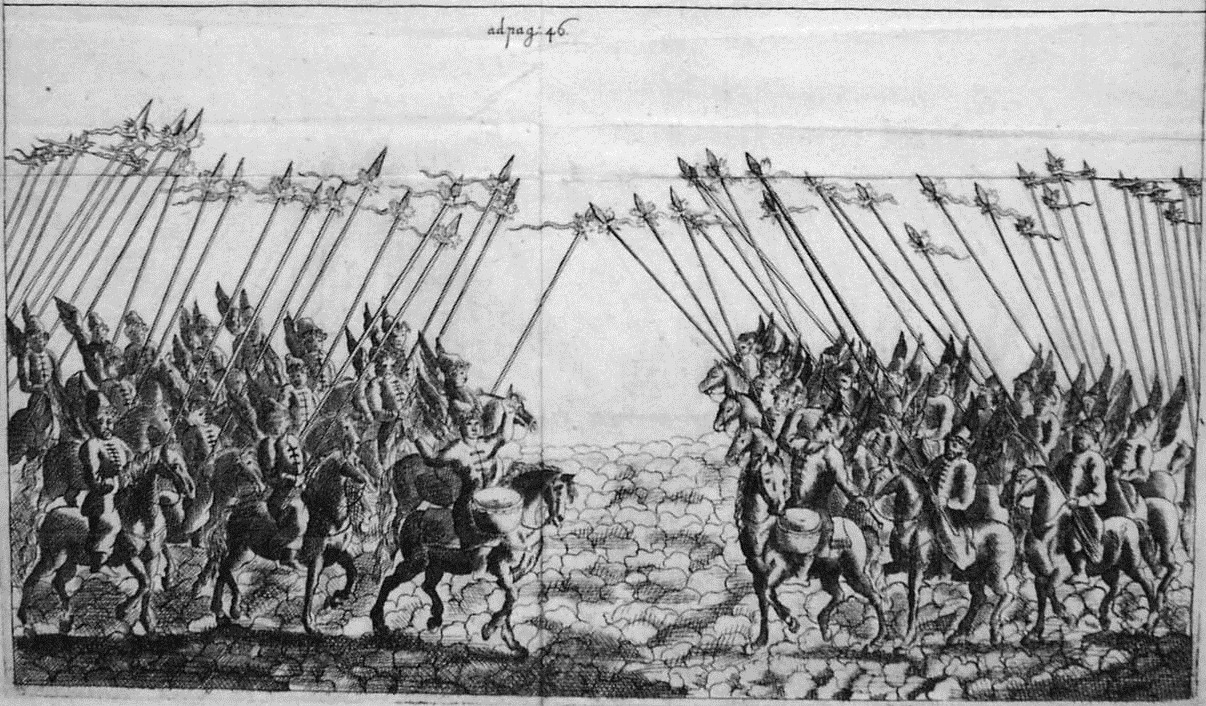
Польское посольство подъезжает к Москве, их встречают крылатые всадники — жильцы, рисунок Б. Таннера, 1678 год.

Жильцы́ — так в Московском государстве назывались состоявшие в «выборе» лучшие дворяне и дети боярские, которые, в числе нескольких тысяч человек присылались поочерёдно изо всех городов на три года в Москву, «в житие», для охраны особы Государя и для несения некоторых придворных служб. Пользовались одним весьма важным правом — быть вносимыми по окончании командировки в Московский список, который и открывал им дальнейший путь к придворным и думным чинам.

## Происхождение и история чина
Жильцы один из разрядов служилого чина в Русском царстве, были пешие и конные (крылатые всадники).
Жильцы были связывающим звеном между чинами московскими и городовыми. Жильцов в половине XVII века было около 2 000 человек.

Взору приезжих представилось «блестящее войско… в разноцветном одеянии, со множеством труб и литавр». Младшие придворные — жильцы — составляли «новый, не виданный дотоле отряд воинов. Цвет длинных красных одеяний был на всех одинаков; сидели они верхом на белых конях, а к плечам у них были прилажены крылья, поднимавшиеся над головой и красиво расписанные; в руках — длинные пики, к концу коих было приделано золотое изображение крылатого дракона, вертевшееся на ветру. Отряд казался ангельским легионом. Кто не подивился бы на такое чудное зрелище, того по справедливости я счел бы слепым и среди цветущего сада!»— Бернгард Таннер
Григорий Карпович Котошихин говоря о жильцах писал, что они употреблялись: «для походу и для всякого дела, да они же бывают в начальных людях у конницы и у пехоты и в рейтарах и в солдатах».
Жак Маржерет свидетельствовал, что,: «кроме дворян, живущих постоянно в Москве, каждый город, по возможности, присылает от 16 до 30 лучших поместных владельцев, именуемых выборными дворянами и по прошествии трёх лет они сменяются другими. И таким образом Царь собирает многочисленную кавалерию, так что редко выезжает без 18 или 20 тысяч всадников».
Герхард Фридрих Миллер первый из историков описал в 1776 году в работе «Известия о дворянах Российских», чин и его службы. По его изысканиям, дети боярские навсегда оставались в этом звании, если за них не поручится городовое дворянство и не выдвинет на службу в Москву, для защиты от неприятеля, так и для иных служб и посылок. Такие молодые люди назывались — жильцами. В данный чин также набирались дети: дворян, стряпчих и стольников, кои ещё не были повёрстаны в никакой чин. Иногда и самые высшие роды не гнушались и записывали своих детей на службу жильцами. Жилецкий чин был подобен школе, в которой будучи молодые люди к «большому свету» начинали обращаться в делах обществу полезными. Жилец, которые оказался перед другими более проворным, разумным или проявлял искусства в выполнении поручений, тот несмотря на местничество, скорее был производим в другие чины, однако очень редко выше дворян или стряпчих. Местнической иерархии никогда при производстве в чины не было, все было по Монаршей благоволении и заслугам. Жильцы состояли в ведомстве Разрядного приказа, который составлял жилецкий список, который постоянно менялся в зависимости от назначений или убытия лиц, кому какое жалование денежное и поместное положено и сколько четвертей земли выделено. Но не каждый из жильцов получал жалование, иногда они ждали выбытия других жильцов, а тем более новики, поэтому в исторических документах у многих жалование не показано. В 1671 году меньший денежный оклад жильца составлял — 10 рублей, а наибольший — 82 рубля, а Поместный оклад составлял: наименьший — 350 четвертей, а наибольший — 1.000 четвертей.

### Жильцы в Московском государстве
Всё население Русского государства разделялось на людей: а) служилых, б) тягловых и в) не тяглых. Первый отдел обнимал собою служилых людей по отечеству и служилых людей по прибору. Служилые люди по отечеству разделялись, в свою очередь, на чинов думных, чинов служилых московских и чинов служилых городовых. Ко второй из этих категории принадлежали: 1) стольники, 2) стряпчие, 3) дворяне московские и 4) жильцы.
Жильцы в Московском государстве упоминаются в 1558 году, когда царь Иван Грозный послал их в поход с князем Дмитрием Ивановичем Вишневецким, а предводителем их был Игнатий Заболоцский.
Некоторое количество детей дворян, детей боярских, стряпчих и стольников должны были всегда жить в Москве и быть готовы к службе и войне. Они были названы жильцами. Жильцы считались охранным войском, но использовались для различных поручений, например, развозить государевы грамоты (указы). Очень часто жильцы подносили трапезу великому князю или царю и прислуживали на пирах, но только не у царского стола. Во время походов и царских выездов составляли особый отряд — жилецкую сотню, предшественник последующей гвардии, а также сопровождали монарха на богомолье.
Жильцы были связывающим звеном между чинами московскими и городовыми; городовой служилый человек (обыкновенно из выбора), попавший в жильцы, открывал если не для себя, то во всяком случае для своего потомства возможность сделать завидную для городового служилого человека карьеру. В 1663 году жильцов было около 2000 человек и в этом году было принято на службу 180 человек; часть этого количества присылалась из городов (сроком на три года), другая же набиралась из детей отцов, служивших по московскому списку; дети последних чином жильцы только начинали службу, тогда как городовые дворяне во множестве случаев лишь заканчивали им свою служебную карьеру. В 1665 году количество жильцов составило около 3.000 тысяч человек.
Те, кто получал другой чин, писались из житья в такой-то чин. Из жильцов производились в стряпчие, воеводы в небольшие города, становщики, головы в дворянские сотни, знаменьщики.
Жильцы располагались только в Москве (Жилецкие списки). В других городах их не было.

В Государевом полку у стольников, стряпчих, дворян Московских, жильцов свой обычай: только у них в бою что аргамаки (породистые восточные лошади) резвы, да сабли остры; куда ни придут, никакие полки против них не стоят. То у нашего великого Государя ратное строение.— Описание Русского войска, данное Фердинандо II Медичи в Великое герцогство Тосканское стольником И. И. Чемодановым (посол в Венеции) в 1656 году .
Жильцы начинают упоминаться в источниках с XVI века и прекращают своё существование, как служилый чин, в начале XVIII века, то есть со времени полного преобразования русской армии по иноземному образцу. В 1701 году Пётр I приказал не набирать новых жильцов, а оставшихся комплектовать в гвардейские и другие полки. В 1713 году оставалось около 5 тыс. жильцов, последние упоминания относятся к 1720-м годам.

## Галерея

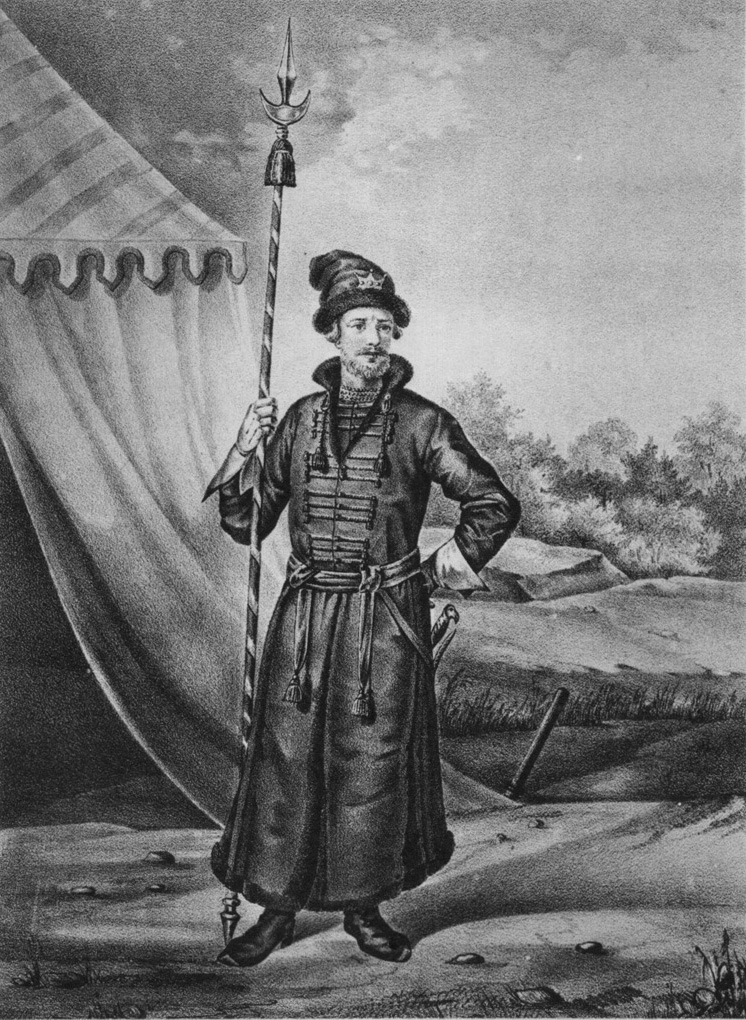
Жилец в 1674 году.
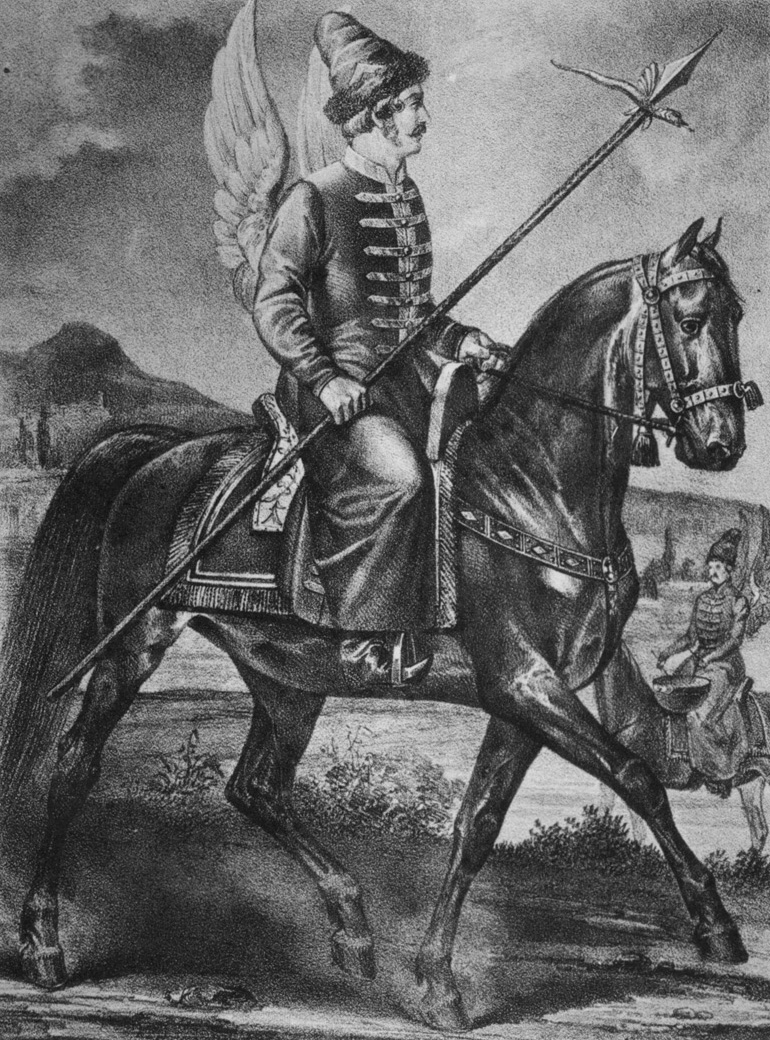
Конный жилец в 1678 году.
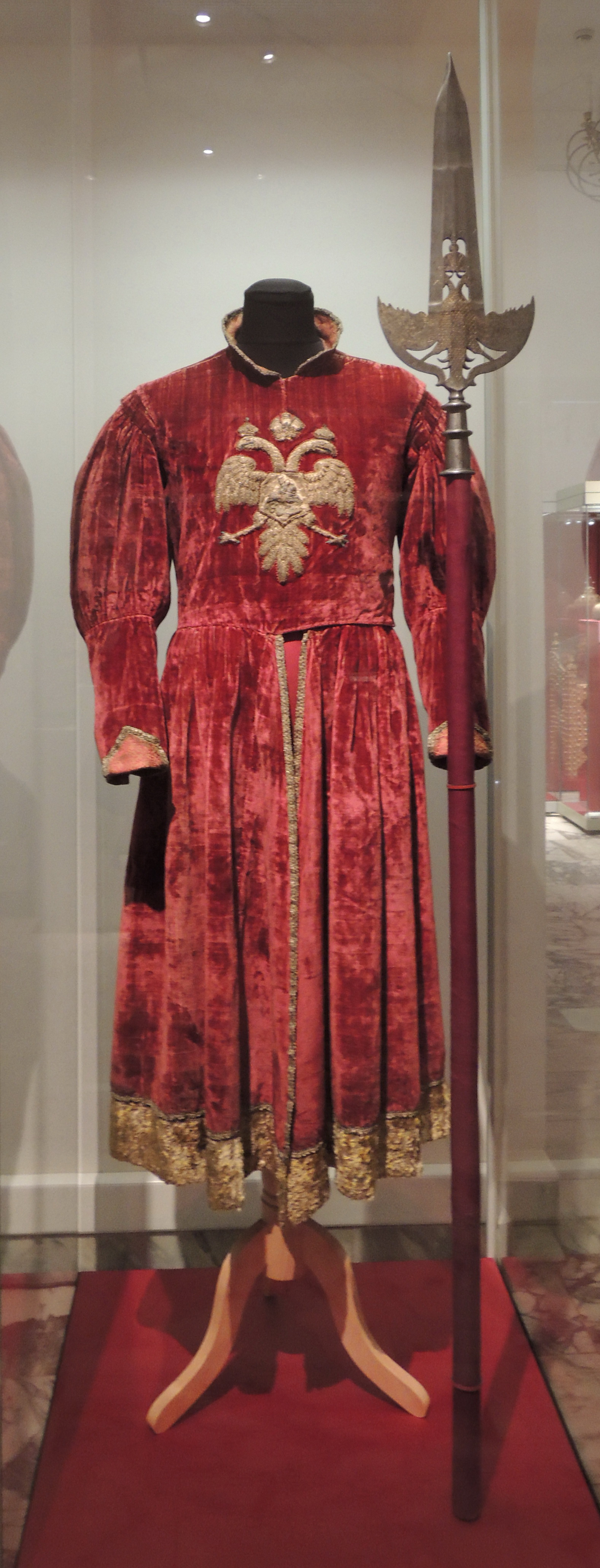
Парадные протазаны. Москва, мастерские Оружейной палаты. Вторая половина 1650-х-1660-е гг. Железо, дерево, бархат, галун, нити шелковые, резьба, золочение. ММК. Ими вооружались жильцы — кремлёвская стража.